# Zapasy na Igrzyskach Azjatyckich 1986
Turniej zapasów na Igrzyskach Azjatyckich 1986 rozegrano w Seulu. Zawody stylu klasycznego trwały od 25 do 28 października. W stylu wolnym rywalizowano pomiędzy 1 a 4 października.

## Klasyfikacja medalowa
Gospodarz zawodów został zaznaczony kolorem.
| Klasyfikacja medalowa | Klasyfikacja medalowa | Klasyfikacja medalowa | Klasyfikacja medalowa | Klasyfikacja medalowa | Klasyfikacja medalowa |
| Miejsce               | państwo               | Złoto                 | Srebro                | Brąz                  | Razem                 |
| --------------------- | --------------------- | --------------------- | --------------------- | --------------------- | --------------------- |
| 1                     | Korea Południowa      | 9                     | 2                     | 5                     | 16                    |
| 2                     | Japonia               | 5                     | 6                     | 6                     | 17                    |
| 3                     | Iran                  | 4                     | 5                     | 6                     | 15                    |
| 4                     | Pakistan              | 1                     | 1                     | 0                     | 2                     |
| 5                     | Indie                 | 1                     | 0                     | 2                     | 3                     |
| 6                     | Chiny                 | 0                     | 5                     | 1                     | 6                     |
| 7                     | Irak                  | 0                     | 1                     | 0                     | 1                     |
| Razem                 | Razem                 | 20                    | 20                    | 20                    | 60                    |

## Mężczyźni

### Styl wolny
| Konkurencja |                       |                        |                    |
| ----------- | --------------------- | ---------------------- | ------------------ |
| 48 kg       | Madżid Torkan         | Gao Wenhe              | Takashi Irie       |
| 52 kg       | Mitsuru Satō          | Jaghub Nadżafi         | Son Gap-do         |
| 57 kg       | Askari Mohammadijan   | Kong Yong-il           | Toshio Asakura     |
| 62 kg       | Lee Jeong-geun        | Kazuhito Sakae         | Akbar Fallah       |
| 68 kg       | Kim Soo-hwan          | Kōsei Akaishi          | Ali Akbar Neżad    |
| 74 kg       | Han Myeong-u          | Allahmorad Zarrini     | Tomohiro Tsunozaki |
| 82 kg       | Oh Hyo-chul           | Takashi Kikuchi        | Hosejn Mohebbi     |
| 90 kg       | Abdul Majeed Maruwala | Mohammad Hasan Mohebbi | Suresh Kumar       |
| 100 kg      | Kartar Dhillon Singh  | Shahid Pervaiz Butt    | Kazem Gholami      |
| 130 kg      | Ali Reza Solejmani    | Farhan Mohammed        | Gurmukh Singh      |

### Styl klasyczny
| Konkurencja |                    |                      |                    |
| ----------- | ------------------ | -------------------- | ------------------ |
| 48 kg       | Kim Young-gu       | Li Haisheng          | Ikuzō Saitō        |
| 52 kg       | Atsuji Miyahara    | Abdolkarim Kakahadżi | Lee Jin-hi         |
| 57 kg       | Shunji Nakadome    | Ba Si’er             | Kim Seong-min      |
| 62 kg       | Seiichi Osanai     | An Dae-hyeon         | Ahad Dżawan Saleh  |
| 68 kg       | Lee Sam-sung       | Takumi Mori          | A Ji               |
| 74 kg       | Kim Yeong-nam      | Reza Anduz           | Hiromichi Itō      |
| 82 kg       | Kim Sang-gyu       | Takahiro Mukai       | Ferejdun Behnampur |
| 90 kg       | Yasutoshi Moriyama | Ao Rong              | Eom Jin-han        |
| 100 kg      | Kim Gi-jung        | Bo Yu                | Tsutomu Kondō      |
| 130 kg      | Reza Suchtesaraji  | Masaya Andō          | Kim Dae-kwan       |